# Heribert Heinemann
Heribert Heinemann (* 21. Dezember 1925 in Euskirchen; † 3. September 2012 in Bochum) war ein römisch-katholischer Geistlicher, Kanonist und Apostolischer Protonotar.

## Leben
Heinemann empfing am 2. Juli 1953 in Köln die Priesterweihe durch Josef Kardinal Frings. Er war zunächst als Kaplan in Düssel, Post Dornap, dann in Essen-Rüttenscheid tätig. 1960 wurde er an der Katholisch-Theologischen Fakultät der Ludwig-Maximilians-Universität München mit einer kirchenrechtlichen Arbeit über die rechtliche Stellung der nichtkatholischen Christen und ihre Wiederversöhnung mit der Kirche zum Dr. iur. can. promoviert. Von 1962 an lehrte Heinemann Kanonisches Recht am Bischöflichen Priesterseminar St. Ludgerus in Essen. 1967 wurde er Beauftragter des Bistums Essen, in das er mit dessen Gründung 1958 uminkardiniert wurde, für ökumenische Fragen und für die wissenschaftliche und geistliche Weiterbildung der Priester sowie Vizeoffizial am Diözesangericht des Ruhrbistums.
1969 erhielt er einen Ruf an die Ruhr-Universität Bochum auf den Lehrstuhl für Kirchenrecht. 1991 wurde er emeritiert.
Von 1978 bis 2000 gehörte er als nichtresidierender Domkapitular dem Essener Kathedralkapitel an. Nach dem Tod des ersten Bischofs von Essen, Franz Kardinal Hengsbach, wurde Heinemann von dessen Nachfolger Hubert Luthe, mit dem er gemeinsam zum Priester geweiht wurde, für die Jahre 1992/1993 zu seinem Generalvikar ernannt.
Papst Johannes Paul II. ehrte die vielfältigen Verdienste des Kirchenrechtlers 1993 mit der Ernennung Heinemanns zum Apostolischen Protonotar, nachdem dieser bereits 1968 im Zusammenhang mit dem 82. Deutschen Katholikentag in Essen von Papst Paul VI. zum Ehrenkaplan Seiner Heiligkeit (Monsignore) ernannt wurde. Er war zudem viele Jahre Berater der Arbeitsgruppe Kirchenrecht der Deutschen Bischofskonferenz. Heinemann war Kuratoriumsmitglied des Institut für kirchengeschichtliche Forschung des Bistums Essen.
Er war wesentlich eingebunden in den Seligsprechungsprozess von Nikolaus Groß.
Seit dem Sommersemester 1947 war Heinemann Mitglied der Theologenverbindung VkTh Burgundia im Collegium Albertinum (Bonn). Seit 1949 gehörte er der katholischen Studentenverbindung K.D.St.V. Rheno-Franconia München im CV an.

## Schriften
- Die rechtliche Stellung der nichtkatholischen Christen und ihre Wiederversöhnung mit der Kirche. Hueber München 1964.
- Diaconia et ius (Festgabe für Heinrich Flatten zum 65. Geburtstag, dargebracht von seinen Freunden und Schülern). Schöningh 1973, ISBN 3-506-73820-8 (Herausgeber Heribert Heinemann).
- Neue Verfahrensordnung zur Prüfung von Lehrfragen. Paulinus-Verlag Trier 1974, ISBN 3-7902-4137-7.
- Rundschreiben vom 25. Januar 1973 an die Patriarchen, Primasse, Erzbischöfe, Bischöfe und andere Ordinarien über die Pastoralräte gemäß den Beschlüssen der gemischten Vollversammlung am 15. März 1972. Paulinus-Verlag Trier 1975, ISBN 3-7902-4145-8 (Kommentierte Fassung von Heribert Heinemann).
- Dekret "Die Aufsicht der Hirten der Kirche über die Bücher". Paulinus-Verlag Trier 1976, ISBN 3-7902-4203-9.
- Rundschreiben über die Priesterräte vom 11. April 1970 an die Vorsitzenden der Bischofskonferenz auf Grund der Beschlüsse der Vollversammlung der Kongregation am 10. Oktober 1969. Paulinus-Verlag Trier 1976, ISBN 3-7902-4205-5 (Kommentierte Fassung von Heribert Heinemann).
- Lehrbeanstandung in der katholischen Kirche. Analyse und Kritik der Verfahrensordnung. Paulinus-Verlag Trier 1981, ISBN 3-7902-0314-9.
- "Mischehe" oder bekenntnisverschiedene Ehe? – Eine theologische, rechtliche und pastorale Untersuchung. Paulinus-Verlag Trier 1982, ISBN 3-7902-0315-7.